# Castelo de Alferce
O Castelo de Alferce, oficialmente designado como o Sítio Arqueológico do Cerro do Castelo de Alferce, e igualmente conhecido como Castelo da Pedra Branca, é um monumento situado na freguesia de Alferce, parte do Município de Monchique, na região do Algarve, em Portugal. Corresponde a uma antiga povoação fortificada da Idade do Bronze, que foi depois transformada numa fortaleza durante o domínio muçulmano. O Castelo foi classificado como Sítio de Interesse Público em 2013.

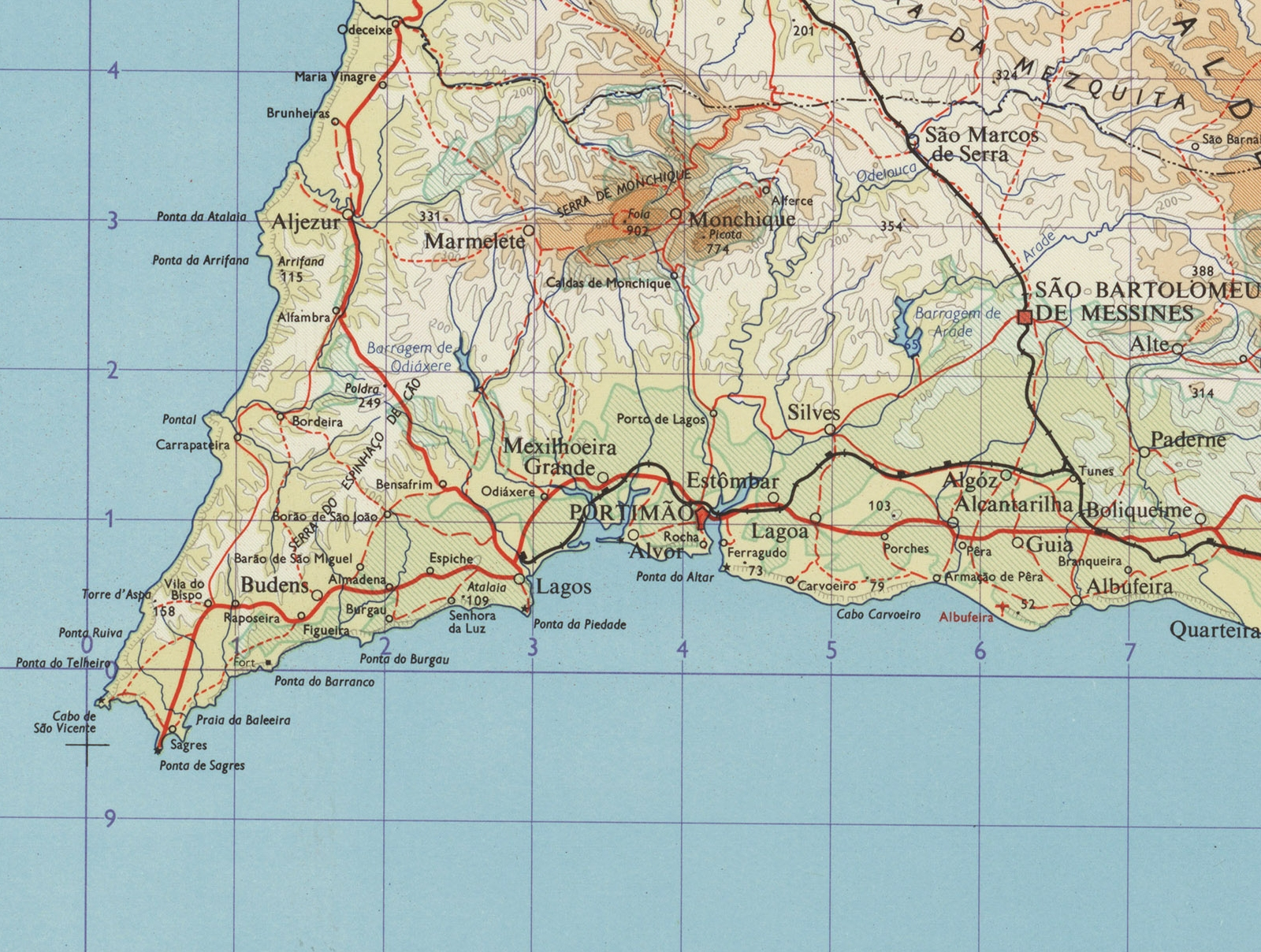
Mapa do Barlavento Algarvio em 1965. O Castelo de Alferce está situado a cerca de 2 Km a Sul da aldeia com o mesmo nome, num ponto que permitia vigiar tanto a serra como o litoral algarvio.

## Descrição

### Localização e composição
O castelo está situado a cerca de um quilómetro de distância da aldeia de Alferce, no alto de um cabeço elevado, denominado de Cerro do Castelo, com uma altura máxima de 488 m. Este monte situa-se num ponto isolado, fazendo parte da zona oriental da Picota, na Serra de Monchique.
Este ponto terá sido escolhido por apresentar boas condições naturais de defesa, e por permitir a vigilância de uma grande extensão de território, que incluía a Picota, a faixa litoral, as estradas de Silves a Monchique, e a bacia da Ribeira de Odelouca. O acesso ao sítio arqueológico é feito a partir da Estrada Municipal 1073.
O castelo possuía três ordens de muralhas, de dimensões diferentes. A muralha exterior foi instalada de forma a adaptar-se ao terreno, rodeando todo o cerro, e protegendo uma vasta área, com cerca de 2,1 Ha, de forma alongada no sentido Norte-Sul. Junto ao limite meridional da muralha, do lado de dentro, existe um edifício residencial moderno. No interior existia uma segunda muralha, enquanto que uma terceira foi identificada como um reduto fortificado no centro do cerro. Esta fortificação situava-se no ponto mais alto do monte, tendo sido identificado como um qasr ou alcácer (recinto fortificado muçulmano), e estava situado a cerca de 3 a 4 m da segunda muralha. Também no recinto da segunda muralha existia uma zona residencial, situada imediatamente a Oeste e Norte do forte, e que foi identificada devido aos vestígios de cerâmica. Uma possível segunda zona habitacional foi encontrada junto ao cume do cerro, no lado ocidental, entre as cinturas de muralhas central e exterior. Ambas as cinturas de muralhas e o forte foram construídas com blocos de sienito, unidos com barro de grão fino. As muralhas do forte também apresentam vestígios de reboco com cal, tendo a camada de argamassa cerca de 5 cm de espessura. Segundo Fábio Capela, arqueológo da Câmara Municipal de Monchique, este processo de rebocar as paredes do forte poderá ter servido para a destacar na paisagem envolvente, tornando-a mais visível, e dessa forma reforçando a ideia do poder militar dos Omíadas. As muralhas foram construídas com um aparelho de pedras muito regular, que nas faces interiores das paredes ocidental e oriental tomou uma forma conhecida como espinha de peixe. Enquanto que o forte central apresenta uma estrutura de boa qualidade, constatou-se que não houve o mesmo cuidado durante a construção da cintura de muralhas intermédia.
A alguns metros da face interna do lanço Sul da muralha interior foi descoberta uma cisterna, de forma possivelmente rectangular, construída com um aparelho argamassado de cal, e que tinha 4 m de comprimento por 2,2 m de largura, e 1,5 m de altura. Esta cisterna era necessária devido às necessidades em obter água, já que a ribeira mais próxima estava situada a cerca de 300 m de distância, no fundo do vale. Tinha cerca de 2,6 m de profundidade e teria provavelmente uma cobertura em arcos, formando uma abóbada com telhas em cerâmica, sendo parecida à do Castelo dos Mouros, em Sintra. Nas paredes da cisterna, em argamassa, foram encontrados várias possíveis gravações, como desenhos. O fundo era composto por lajes de pedra, sendo acedido por vários degraus igualmente revestidos de argamassa. Na zona fora do castelo, junto do circuito mais antigo das muralhas, foram descobertos vários silos, que foram provavelmente utilizados para guardar cereais e outros alimentos, e que depois de abandonados foram preenchidos com pedras e fragmentos de cerâmica. Segundo Fábio Capela, no seu interior foi encontrado um interessante conjunto de espólio, incluindo um «fundo de cântaro inteiro, fragmentos de panelinhas», peças datadas dos séculos IX a X.
O alcácer apresentava uma forma sensivelmente pentagonal, tendo sido identificadas seis torres anexas às muralhas, podendo igualmente existir uma sétima. Quatro destas torres estão situadas nos extremos Norte, Este, Sudoeste e Nordeste da muralha, enquanto que a quinta está situada na face Noroeste, junto à entrada, e a sexta na face Sul. A torre que ainda está por confirmar situa-se na ponta sudeste das muralhas. Por seu turno, a muralha intermédia também era pentagonal, embora não apresentasse a mesma orientação do que o alcácer, uma vez que a sua quinta parede estava orientada para poente, enquanto que a do alcácer estava virada para nascente. Os motivos para esta divergência não são conhecidos, embora Fábio Capela tenha avançado que poderia ter sido por motivos militares ou para uma melhor adaptação ao terreno. Alguns dos lanços de muralhas apresentavam contrafortes, que poderão ter sido instalados para impedir que estas caíssem devido ao seu avançado estado de ruína, danos que poderão ter sido causados por um sismo.

### Gravuras rupestres
Num afloramento granítico, situado nas imediações de um dos vértices a Nordeste da muralha mais antiga, foram escobertas várias gravuras rupestres, correspondendo a covinhas e uma figura em forma de pé, conhecida como podomorfo. Esta última é de de especial interesse por apontar para nascente, podendo indicar, segundo Fábio Capela, a cidade de «Córdoba, a ribeira, a fuga, onde nasce o sol». Esta possível indicação no sentido de Córdova pode ser explicada pela cidade ser então a capital do território islâmico, durante o período omíada. Porém, a cronologia do podomorfo poderá ser muito difícil de determinar, uma vez que, segundo Fábio Capela, este tipo de gravuras são comuns tanto «pré-história recente, mas também do período medieval islâmico».

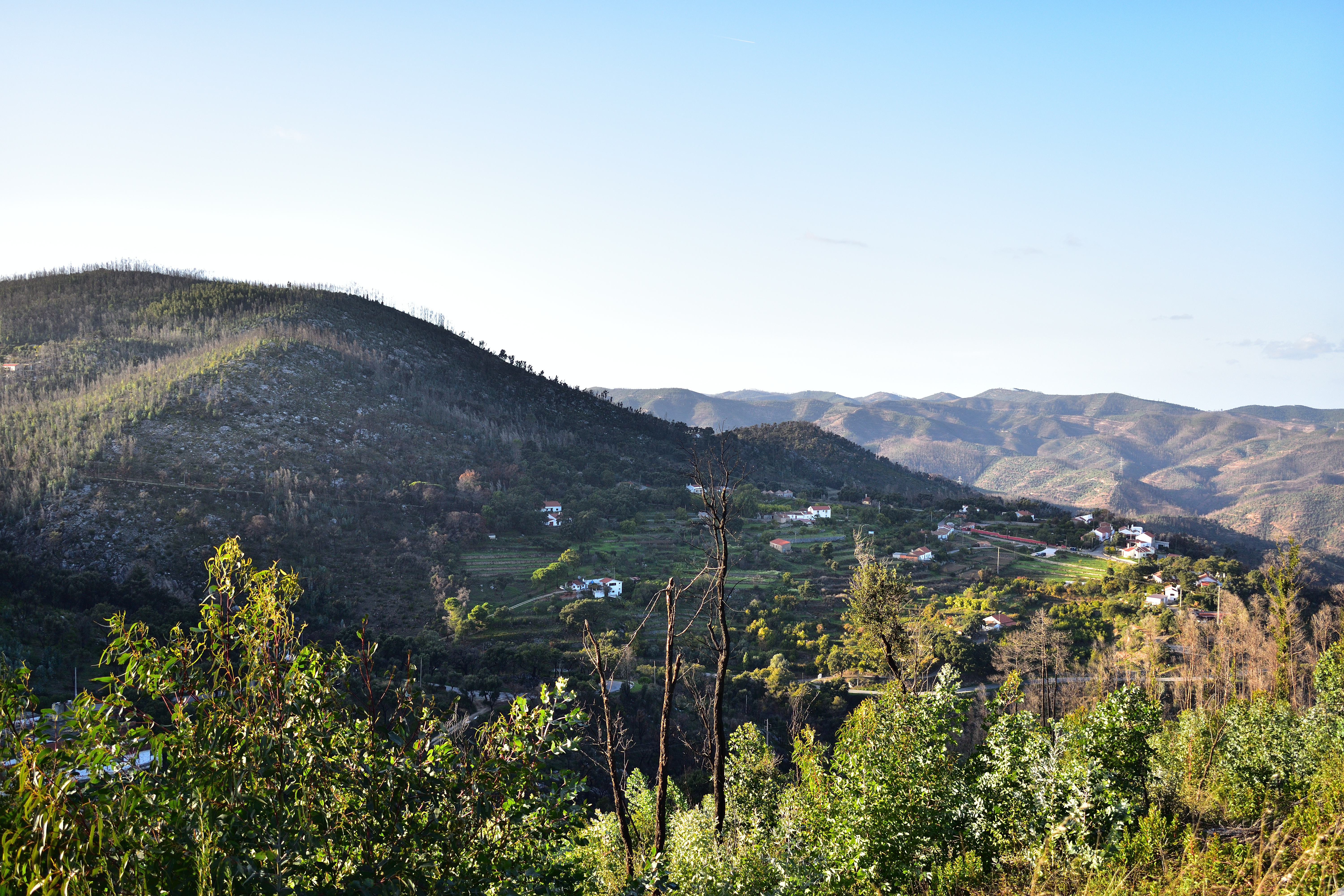
Zona a Norte do Castelo de Alferce. A povoação à direita é o Alto de Baixo.

### Espólio
No Castelo de Alferce foi recolhido um vasto espólio arqueológico de períodos distintos, destacando-se a descoberta de doze artefactos líticos junto ao topo da colina, que foram identificados como três polidores, dois machados de pedra polida, dois moventes de mó manual de vaivém, dois percurtores, duas enxós, e uma lâmina. No local também foram encontradas diversas peças de cerâmica, incluindo uma pedra de jogo de formato semicircular com um grafito numa das faces, dois bojos com mamilos decorativos, fragmentos de três possíveis pratos e de telhas de meia cana decoradas, uma peça com furos a intervalos regulares, que poderia ter sido parte de uma queijeira, a pega de um candil islâmico e a ponta de outra cadeia, e o bordo de um pote, que segundo o arqueólogo Fábio Capela, apresentava um fabrico típico do Século X, do período Omíada. Foram igualmente recolhidas partes de telhas de meia cana a Norte da segunda muralha, o que pode indicar a presença de estruturas na zona fora dos muros. Também foram descobertos neste local e no lado Norte do cerro alguns fragmentos de cerâmica de fabrico mais grosseiro, que provavelmente terão sido produzidos antes do período islâmico, revelando que a ocupação humana durante a pré-história recente poderá ter sido não só no lado Oeste ou outeiro, como se calculou anteriormente.
Junto a uma das muralhas foi encontrada uma zona de lixeira, onde foi recolhido carvão e uma grande quantidade de vestígios faunísticos, como espinhas de peixe, conchas de amêijoas, e ossos de porco, vaca, veado e coelho.

### Conservação
O Sítio Arqueológico do Cerro do Castelo de Alferce foi classificado como sítio de interesse público pela Portaria n.º 429-A/2013, de 28 de Junho, publicada no Diário da República n.º 132, Série II, de 28 de Junho de 2013.

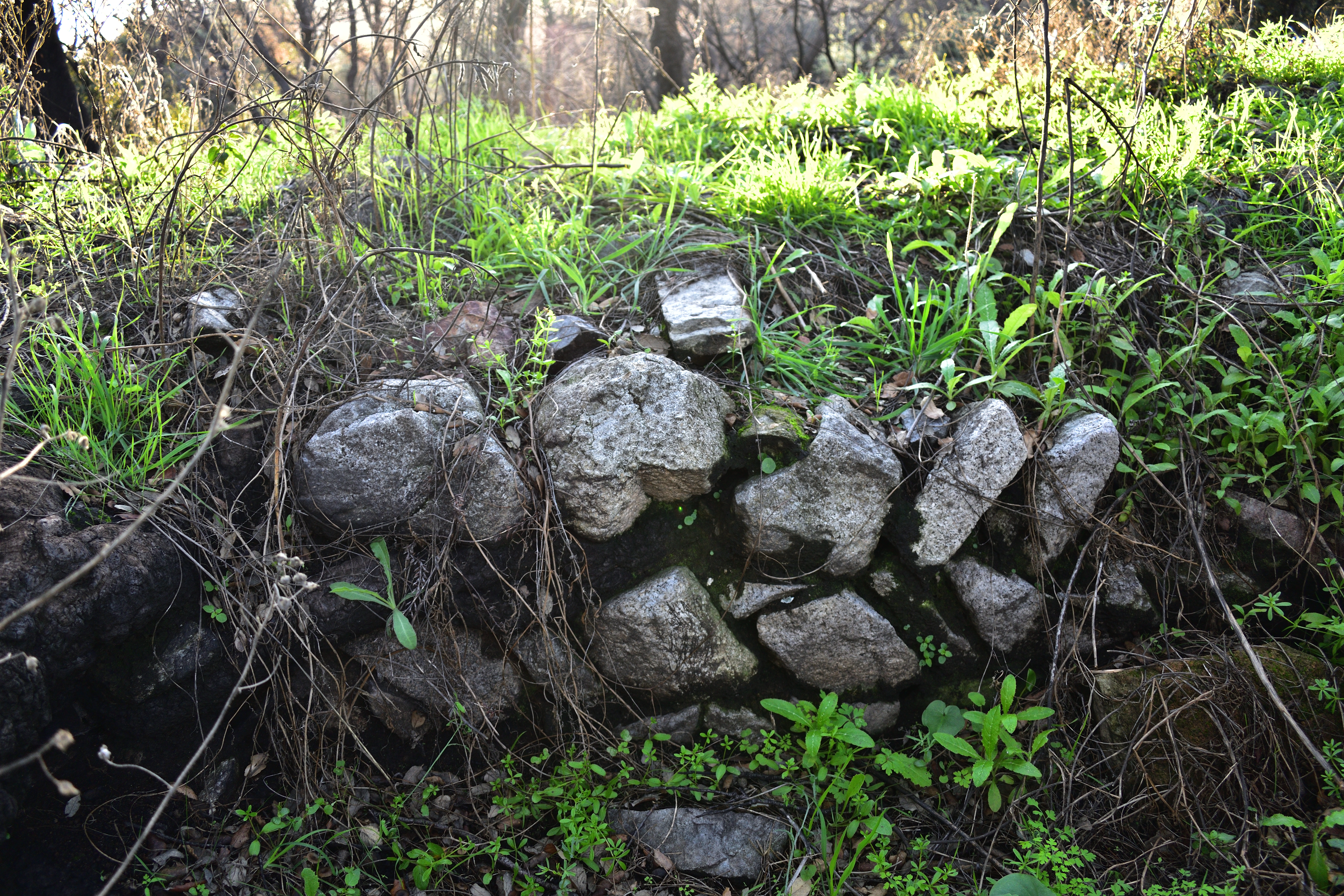
Vestígios de uma muralha, com disposição das pedras no sistema de espinha.

## História

### Ocupação original
A ocupação do sítio do Castelo de Alferce foi feita principalmente em dois períodos distintos, primeiro durante a pré-história, e depois entre os séculos IV e XI. A primeira fase de ocupação remonta aos finais da Idade do Bronze, desde os finais do segundo milénio a.C. até ao primeiro quartel do século I d.C., sendo uma povoação fortificada com alguma importância a nível político e cerimonial. No entanto, é possível que o local tivesse já sido habitado anteriormente, desde o período do Calcolítico, entre os terceiro e segundo milénios a.C.. Na freguesia de Alferce também foram encontrados outros indícios da presença humana durante a pré-história, nomeadamente um conjunto de sepulturas junto à povoação, que remontam ao Neolítico e à Idade do Bronze. O sítio do castelo pode ter sido igualmente habitado durante a época romana, tendo o investigador Joaquim Botto registado a presença de uma camada de vestígios luso-romanos, entre os estratos neolíticos e islâmicos. Os vestígios daquele período em Alferce são muito raros, consistindo apenas em vários fragmentos de cerâmica dispersos na zona do Cerro do Mourão, a Sul do castelo. Porém, na estância termal das Caldas de Monchique, situada nas proximidades, foram encontrados importantes indícios da presença romana, que já tinham ali um estabelecimento para aproveitar as propriedades curativas das águas.
A segunda fase iniciou-se no século V e terminou com o abandono do castelo, nos séculos X ou XI, e pode ser subdividida em dois períodos, um correspondente à Antiguidade Tardia e ao Reino Visigótico, e outro ao domínio muçulmano. O castro terá sido construído durante o século V, como parte do processo de povoamento da região que se iniciou nos finais do século IV, e depois aproveitado como um hisn, ou recinto fortificado islâmico, a partir do século VIII. A segunda cintura de muralhas foi construída talvez durante o século IX, sendo definitivamente mais antiga do que o recinto central, que foi cronologicamente integrado na segunda metade do século X, durante o período Omíada. Esta fortificação serviria provavelmente como apoio ao Castelo de Silves, sendo parte do grupo das fortificações do periodo emiral no Algarve, entre os séculos X e XI, que inclui igualmente o Castelo Velho de Alcoutim e o Castelo das Relíquias. Com efeito, a partir da sua posição permitia vigiar as ribeiras de Odelouca e de Monchique, que no passado foram eixos de transporte entre a zona montanhosa e o litoral, e uma das principais vias de acesso a Silves, situação semelhante à do Castelo Belinho, situado igualmente nas imediações daquela cidade. Segundo Fábio Capela, a sua construção, em cima das estruturas defensivas anteriores, e rebocada com cal de forma a ser mais visível da distância, poderá ter sido utilizada como um símbolo do poderio militar da dinastia Omíada. Por volta do século XI foram construídas estruturas de apoio nas muralhas, devido ao avançado estado de ruína em que se encontravam, e que poderá ter ser causado por um terramoto.
O Castelo de Alferce pode ter sido o local referido nos documentos islâmicos como o Munt Šāqir, que era descrito como uma montanha com boas defesas e próxima do oceano, que tinha sido ocupada por rebeldes de origem muladi e berbere em dois períodos distintos, durante o século IX.
Após o abandono da fortaleza, as pedras das estruturas foram sendo progressivamente retiradas pelas populações, restando apenas partes das muralhas, as bases dos torreões, e uma cisterna. Este processo de destruição também foi causado por eventos sísmicos, actividades agrícolas, vandalismo e escavações clandestinas, tendo-se intensificado principalmente ao longo do século XX. Por exemplo, verificou-se que parte do segmento Norte da muralha do alcácer foi derrubada, durante a construção de um caminho de acesso a um prédio rústico.

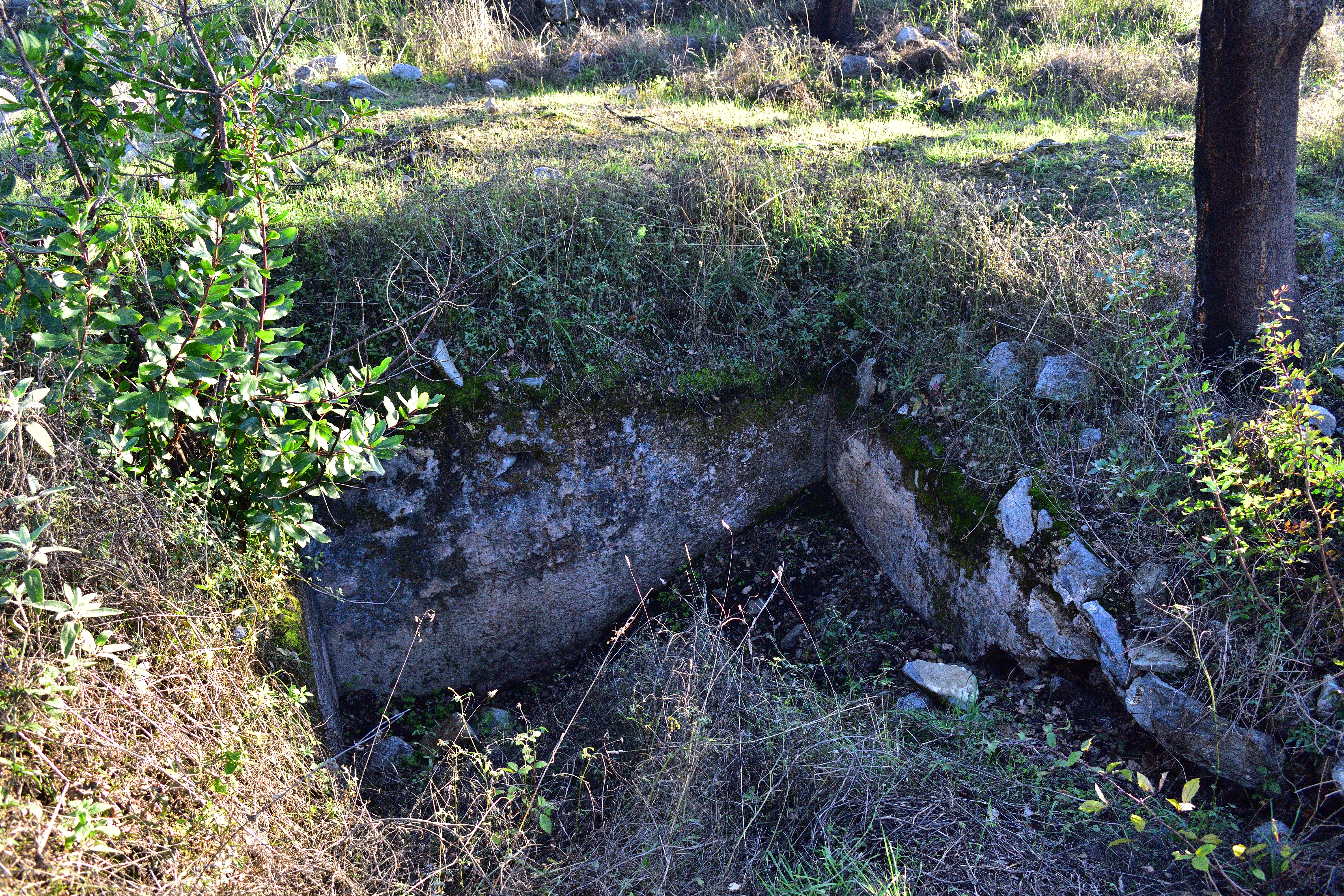
Vestígos da cisterna, no interior do alcácer islâmico.

### Redescoberta

#### Séculos XVIII e XIX
O castelo já era conhecido pelo menos desde o século XVIII, tendo sido encontrada uma referência à sua existência no Diccionario Geographico do padre Luís Cardoso, editado entre 1747 e 1751, e copiada por A. Mesquita de Figueiredo:
| “                              | A cima deste Lugar, hum tiro de espingarda para o Nordeste, está hum castello arruinado, que mostra haver tido grandes edificios, e ficou do tempo dos Mouros. | ” |
| — Luís Cardoso, Tomo I, p. 277 | |   |

Na sua obra Glossario critico dos principaes monumentos do Museu Archeologico infante D. Henrique, publicada em 1899, o cónego Joaquim Botto anotou que o prior de Alferce, Cabrita Neves, tinha oferecido ao Museu de Faro duas peças do período pré-histórico, encontradas no sítio do Castello, que constitiam numa ferramenta, provavelmente uma enxó, e um pequeno vaso de cerâmica. Joaquim Botto relatou igualmente que tinham sido encontradas três camadas de ocupação no local, sendo a mais profunda, a cinco metros de profundidade, do neolítico, estando coberta por vestígos luso-romanos, que por sua vez eram encimados por edifícios do período islâmico. Também foram encontrados vários grandes fragmentos de cerâmica na propriedade de João dos Santos, no sítio do Castelo, tendo algumas das peças sido preservadas no Museu de Faro. Estas foram descritas por Joaquim Botto como sendo vasos de produção bastante primitiva, em barro pouco cozido com vestígios de asas rudimentares. Foram produzidos sem a utilização de uma roda de oleiro, embora mostrassem sinais de terem sido irregularmente polidos. Outros fragmentos pertenciam a um peso de tecelagem, com sinais de desgaste pelo uso. O vaso oferecido pelo prior de Alferce também tinha sido produzido em barro, e mostrava ter sido polido à mão.

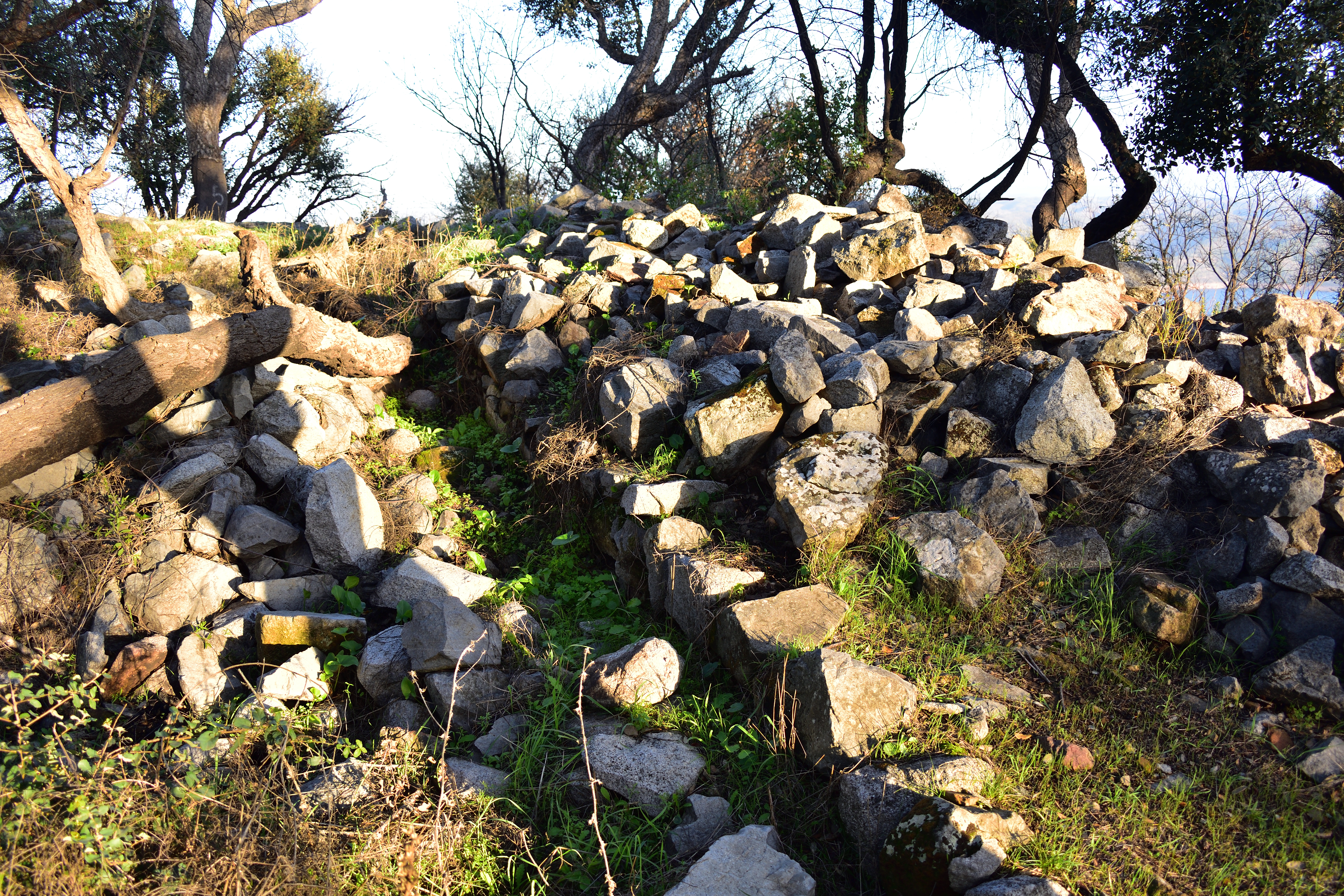
Vestígios de estruturas, vendo-se ao fundo à direita a Barragem de Odelouca.

#### Século XXI

##### 2002 a 2016
Em 2002, foram feitos trabalhos arqueológicos no local, que incluíram sondagens no âmbito do programa Guerra, povoamento rural e habitat fortificado (Séculos X - XIII), sob a responsabilidade de Mathieu Grangé, e uma operação de relocalização por parte da divisão de Silves do Instituto Português de Arqueologia. Em 2004, foram continuadas as sondagens iniciadas em 2002, tendo as escavações, feitas por uma equipa de arqueólogos franceses e belgas, incidido sobre o sítio do castelo. Foi descoberto que o alcácer era de forma pentagonal e não quadrada, como tinha sido representado nos mapas mais antigos, e foram identificadas três torres de ângulo. Em 2012 foi executada uma prospecção arqueológica no castelo, como parte de um programa para estudar a pré-história recente e a proto-história da Serra de Monchique, tendo sido investigada a plataforma no lado Oeste, no cume da colina, onde já tinham sido recolhidos vestígios da Idade do Bronze. Foi descoberto um importante espólio cerâmico, integrado na Idade do Bronze média, mas não foram encontrados quaisquer vestígios do final daquele período, nem da Idade do Ferro nem da era islâmica, pelo que naquele lado do topo da colina, junto ao terceiro recinto de muralhas, poderá ter existido um núcleo populacional da Idade do Bronze média.
Em 2014, a Câmara Municipal de Monchique iniciou um programa para a divulgação, investigação e preservação do castelo, que incluía trabalhos periódicos de desmatação e a organização de visitas guiadas. Os primeiros trabalhos de limpeza de vegetação no local foram feitos ainda nesse ano, com o apoio do proprietário dos terrenos. Esta intervenção, feita no âmbito das Jornadas Europeias do Património, permitiu conhecer melhor a configuração das antigas fortificações, incluindo a descoberta que um segmento da segunda cintura de muralhas, no lado nascente, continuava até ao canto Nordeste do primeiro recinto, que tinha ali um torreão, podendo ambas as estruturas estar relacionadas. Naquela parte da segunda muralha também foi descoberta uma quebra e uma depressão no terreno, que podia estar ligada à entrada do recinto. Em Fevereiro de 2016, foi noticiado que a autarquia estava a planear a realização de trabalhos arqueológicos no castelo, de forma a proceder ao seu estudo e valorização, estando então a preparar a futura construção de um centro interpretativo na aldeia de Alferce, e a organização de percursos de visita ao monumento. Em 26 de Fevereiro o município assinou dois protocolos com a Faculdade de Ciências Humanas e Sociais da Universidade do Algarve, no sentido de preservar, divulgar e valorizar o património no Município, um deles relativo especificamente ao Castelo de Alferce. Em Maio, a autarquia de Monchique assinou um protocolo de geminação com a vila espanhola de Montejaque, com o fim de aproximar os dois municípios e valorizar a sua herança islâmica, com destaque para o Castelo de Alferce.

##### 2017 a 2019
Em Agosto de 2017, uma equipa de arqueólogos, liderada por Fábio Capela, fez duas sondagens de diagnóstico na face interna do segundo recinto amuralhado, na zona identificada como o alcácer, e numa plataforma a Oeste daquele forte, onde foram encontrados vestígios de ocupação pré-histórica. Um dos propósitos desta investigação era descobrir as dimensões e a implantação do segundo recinto de muralhas. Esta investigação melhorou os conhecimentos sobre o potencial estratigráfico e arqueológico em duas zonas diferentes do monumento que nunca tinham sido alvo de pesquisas, possibilitou um maior conhecimento sobre a fortaleza islâmica, e permitiu uma melhor organização de futuras investigações neste monumento. Foram igualmente confirmadas as três torres já descobertas em 2004, e identificadas outras três, tendo-se igualmente avançada a hipótese que poderia existir uma sétima torre no extremo Sudeste da fortaleza. Na primeira sondagem foi escavado o lado interno da muralha, tendo-se descoberto que virava para Sul, podendo continuar até ao canto Noroeste do forte islâmico, e sendo possível que tivesse uma forma pentagonal. Também se constatou que a muralha passou por um processo de destruição, talvez durante o período omíada, e foi descoberto um grande número de fragmentos de cerâmica, alguns deles de forma articulada, e parte da mesma peça. Na segunda sondagem Foram encontrados vários vestígios pré-históricos, incluindo cerâmica do segundo milénio a.C., embora não tenham sido encontradas quaisquer estruturas arqueológicas. Além da cerâmica, foi encontrado um grande número de seixos, que tinham sido trazidos do rio. Entre as peças encontradas nesta zona, estava uma pedra furada, de forma rectangular trapezadoidal, que poderia ser um ídolo. Durante as investigações, foi organizado um dia aberto à população, onde foi feita uma visita guiada ao monumento. Além das escavações arqueológicas, em 2017 também se faziam trabalhos regulares de limpeza das ruínas, por parte dos donos dos terrenos, da freguesia de Alferce e da Câmara Municipal de Monchique. Nesse ano, a autarquia também entrou em acordo com os proprietários, de forma a permitir o estudo do sítio arqueológico.
No Verão de 2018, a zona do castelo de Alferce foi atingida durante um incêndio florestal, que devastou grande parte do Município de Monchique. Porém, a destruição da camada vegetal, que ao longo dos anos tinha crescido de forma descontrolada, possibilitou a realização de pesquisas arqueológicas em vários monumentos no município, incluindo no castelo de Alferce. Também foram descobertos vestígios de cerâmica manual, provavelmente pré-islâmica. Foi principalmente estudado o lado Norte do outeiro, tendo sido identificada a zona de entrada do complexo, e partes das muralhas que ainda não tinham sido registadas, permitindo calcular a área dentro dos muros, que seria de cerca de 9,1 Ha.
Em 9 de Setembro de 2019, um grupo de investigadores alemães da Universidade de Marburgo, coordenados pelo professor Felix Teichner (de) e apoiados por Fábio Capela, iniciou uma investigação nas ruínas do Castelo de Alferce. Este processo, que abrangeu as duas principais áreas do sítio arqueológico, utilizou métodos não intrusivos, consistindo em diversas prospeções geofísicas para radiografar o terreno, permitindo desta forma saber se existem estruturas enterradas e a sua profundidade, facilitando as futuras escavações arqueológicas no local. Esta investigação teve dois objectivos principais, encontrar possíveis estruturas pré-históricas e estudar a arquitectura do forte islâmico e da segunda cintura de muralhas, da qual apenas tinham sido identificados o lanço Norte e parte do Oeste. No caso do forte islâmico, esperava-se confirmar se a sua entrada era feita no local identificado pela equipa de Fábio Capela em 2017. Segundo Rui André, presidente da Câmara Municipal de Monchique, naquela altura estava em preparação uma candidatura ao Plano Operacional Regional 2020 para financiar a valorização do sítio arqueológico, que consistia na instalação de sinalização e informação, na adaptação do antigo Centro de Convívio do Alferce num centro de interpretação, e na construção de um percurso pedestre entre a aldeia e o castelo, que deveria igualmente passar pelo famoso Barranco do Demo, unindo desta forma o património natural ao arqueológico. As investigações de 2019 tiveram importantes resultados, tendo sido encontrada uma nova torre, e descobertos mais detalhes sobre a segunda linha de muralhas, que apresenta uma forma pentagonal, em vez de quadrada, como se julgava.

##### 2020 a 2024
Em Janeiro de 2020, o sítio arqueológico estava totalmente inserido em terrenos privados, dividida em vários prédios rústicos, com um edifício residencial no limite Sul da zona intramuros. Em Maio desse ano, a autarquia de Monchique entregou à Direcção Geral do Património Cultural o programa de investigação plurianual em arqueologia Da Pré-história Recente ao Medieval Islâmico: antigas ocupações humanas no Cerro do Castelo de Alferce. Este plano, que contou com a cooperação da Universidade do Algarve, a Universidade de Évora, o Campo Arqueológico de Mértola, a Junta de Freguesia de Alferce e a Direcção Regional de Cultura do Algarve, e tinha como fim estudar o sítio arqueológico e a zona onde se insere, principalmente do ponto de vista da ocupação humana. De acordo com a autarquia, «os conhecimentos a adquirir não se restringem à mera compreensão das estruturas arqueológicas subsistentes e da organização interna do povoado na longa diacronia, uma vez que também se pretende obter informações acerca das comunidades humanas que habitaram este local em distintos momentos civilizacionais, assim como sobre as dinâmicas de ocupação/exploração do território envolvente». Com efeito, além das ruínas do castelo em si, as escavações também iriam incidir sobre outros locais do arqueossítio, como a chamada plataforma pré-histórica, e iriam ser feitas novas sondagens na zona em redor. Este programa iria aprofundar o conhecimento sobre o sítio arqueológico, e contribuir para a sua valorização como património, já que iria permitir a implementação de medidas para proteger e musealizar as estruturas históricas, e a instalação de um percurso de visita, com possível ligação à aldeia de Alferce. A autarquia afirmou igualmente que continuava empenhada na intenção de construir um centro interpretativo.
Os trabalhos arqueológicos iniciaram-se em Agosto desse ano, centrados apenas no primeiro recinto amuralhado, com especial atenção para a sua suposta entrada e para a cisterna, e para a parte Oeste entre a primeira e a segunda cintura de muralhas, onde já tinham sido encontrados vestígios de edifícios anteriores ao primeiro recinto. Durante os trabalhos foi desentulhada a cisterna, tendo sido encontrados vários fragmentos de cerâmica no seu interior, muito provavelmente de telhas que formariam uma abóbada sobre aquela estrutura. Nessa altura, o presidente da câmara, Rui André, revelou que já tinha sido aprovada uma candidatura da autarquia de Monchique ao programa PADRE - Plano de Acção de Desenvolvimento de Recursos Endógenos, no valor de duzentos mil Euros, no sentido de «valorizar o sítio arqueológico, colocar sinalética e informação e criar no Alferce, no antigo Centro de Dia, um Centro Interpretativo. Depois, a partir daí, será criado um percurso pedestre de descoberta, que passa pelo Barranco do Demo, até ao cerro do castelo». A campanha arqueológica de 2021 continuou os trabalhos iniciados no ano anterior, e incluiu a realização de pesquisas no espaço entre as tramos ocidentais das duas linhas de muralha no topo da colina, a limpeza e registo de parte destas duas muralhas, uma intervenção na entrada para o recinto superior, e sondagens na área conhecida como plataforma pré-histórica, no sentido de perceber se existiam ali estruturas enterradas. Em Abril de 2022, a Câmara Municipal de Monchique organizou uma caminhada pelo Cerro do Castelo de Alferce e na área em redor, no âmbito do Dia Internacional dos Monumentos e Sítios.
Em Julho de 2023 iniciou-se uma nova campanha arqueológica no Castro de Alferce, sob a responsabilidade de Fábio Capela, e que incluiu trabalhos feitos em Agosto por um grupo de estudantes da Universidade do Algarve. As principais escavações tiveram lugar em Setembro, tendo sido igualmente coordenados pelos arqueólogos Susana Goméz Martínez, Daniela Maio, Beatriz Pinto, Humberto Veríssimo e José Vinagre, com a colaboração de Nuno Ribeiro, da Universidade Autónoma de Lisboa, e de um conjunto de voluntários de Alferce. Estes trabalhos incidiram principalmente sobre a área do castelo central, tendo sido feitas descobertas de grande importância sobre a história do monumento. Segundo Fábio Capela, «sob a fundação do castelo, estamos a encontrar peças cerâmicas intactas ou quase, do Bronze do Sudoeste, ou seja, de entre finais do 3º milénio e meados do 2º milénio antes de Cristo». Em termos de estruturas, foram encontrados os vestígios de uma casa e dos primeiros silos em todo o sítio arqueológico. Outra descoberta de interesse foi a presença de contrafortes nas muralhas, e de um conjunto de gravuras rupestres. Em Julho de 2024 foram reatados os trabalhos arqueológicos, prevendo-se a realização de cinco sondagens, incidindo sobre os recintos A, correspondendo ao castelo em si, B e D, relativos a conjuntos fortificados mais antigos, e numa área junto da muralha oriental do recinto C, que nunca havia sido estudada.

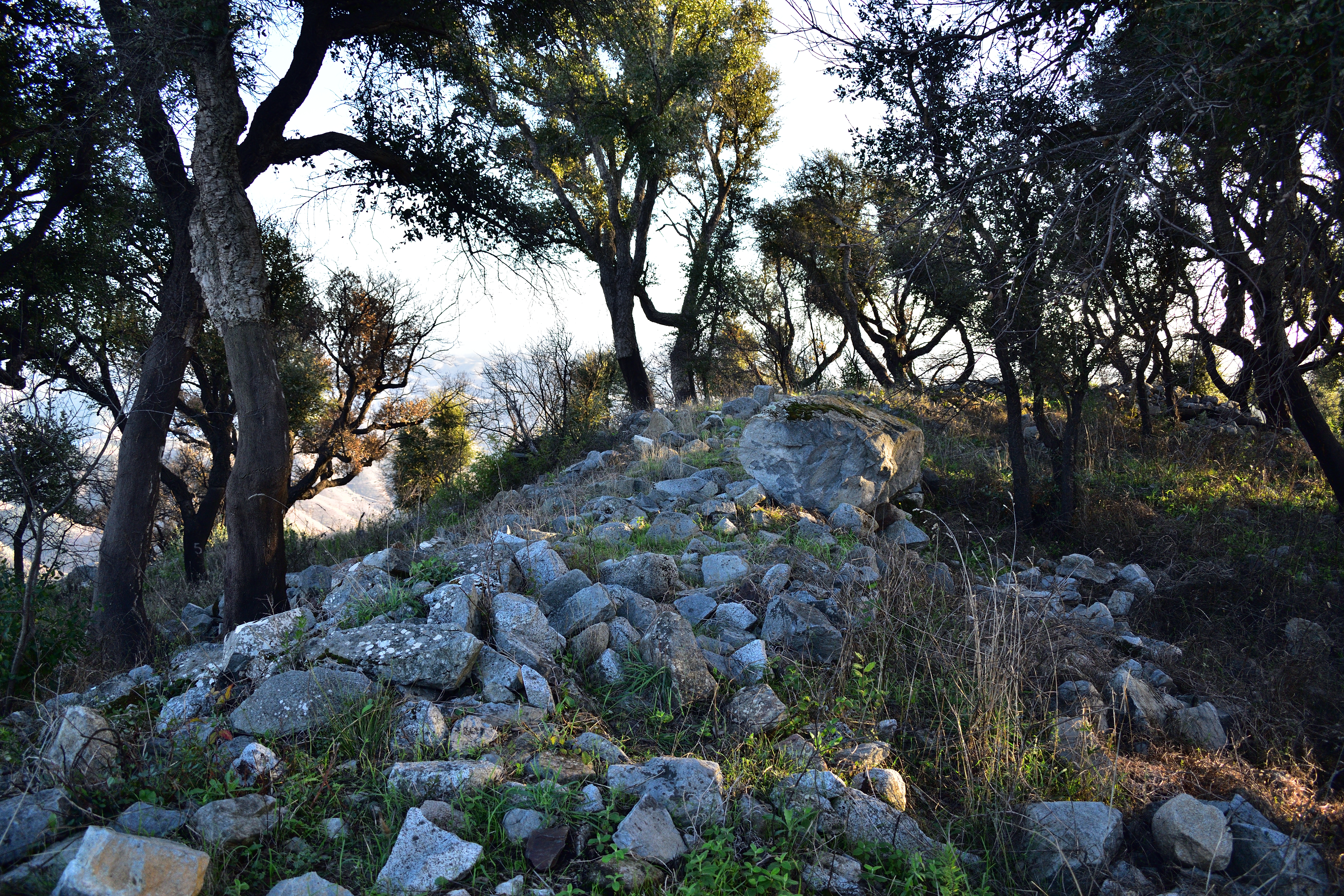
Vestígios de uma muralha.